# 朱新𡐾
庆成悼怀王朱新𡐾（1524年—1564年6月24日），號小溪，明朝庆成安穆王朱知燫的嫡长子。

## 生平
嘉靖二十六年（1547年），朱新𡐾的祖父庆成恭裕王朱表𣡵上奏自己七十四岁，王妃张氏七十岁，王妃无出，请求以庶长子镇国将军朱知燫为庆成长子，辅国将军朱新𡐾为庆成长孙。礼部上奏，嘉靖二十八年（1549年）七月，明世宗准许。
嘉靖四十一年（1562年），朱知燫袭封庆成王。嘉靖四十二年（1563年）六月，因朱知燫所請，改封朱新𡐾為慶成長子，朱新𡐾庶長子奉國將軍朱慎鍾為慶成長孫。嘉靖四十三年（1564年），朱新𡐾去世，葬汾州孝臣里。
隆庆三年（1569年）十月，朱知燫去世。隆庆六年（1572年）四月，朱慎鍾受册袭封。
萬曆元年（1573年）三月，朱新𡐾被追封为庆成王，妻李氏追封王妃。

## 著作
- 《奕善堂集》[5]

## 评价
- 《汾州府志》称朱新𡐾“聰敏異常，銳精誦讀，題咏可匹盛唐”，有奕善堂，集郡中名士，乐意与他们交游。

## 家庭

### 妻妾
- 追封王妃李氏

### 子孙
- 庶長子：慶成榮懿王朱慎鍾
- 庶次子：輔國將軍→鎮國將軍朱慎鏐[8][9][10]，號仲川，著有《蘭玉堂詩》，萬曆四年（1576年）成稿，孔天胤作序[11]。萬曆二十七年（1600年），與其弟朱慎鉂，慶成宗室朱知⿰魚費等人共捐銀二百兩賑濟饑荒[12]。任宗正[13]
- 庶三子：鎮國將軍朱慎鉂[10][14]，號利川[15]
  - 子：輔國將軍朱敏淌，妻孔氏，是孔階的女兒，孔天胤的孫女[15]
- 第一女：普德郡君，儀賓？[9]
- 第二女：聘安惟一[9]